# XL Bermuda Open 2002
L'XL Bermuda Open 2002 è stato un torneo di tennis facente parte della categoria ATP Challenger Series nell'ambito dell'ATP Challenger Series 2002. Il torneo si è giocato a Paget in Bermuda dal 15 aprile 2002 su campi in terra verde.

## Vincitori

### Singolare
Flávio Saretta ha battuto in finale  Vince Spadea con il punteggio di 6–3, 7–5

### Doppio
George Bastl /  Neville Godwin hanno battuto in finale  Ramón Delgado /  Alexandre Simoni con il punteggio di 7–5, 6–3